# 刘楼镇 (汶上县)
刘楼镇，是中华人民共和国山東省济宁市汶上县下辖的一个乡镇级行政单位。

## 行政区划
刘楼镇下辖以下地区：
刘楼村、小坝口村、孔庄村、南黄庄村、陈庄村、陈村、新河头村、徐老庄村、罗庄村、大坝口村、西杨集村、李大庄村、上王庄村、下王庄村、辛海村、梁村、徐牛村、侯村、邵街村、吴堂村、张庄村、前岗村、后岗村、邵老庄村、鲍楼村、天庙村、苑村、樊亭村和杨庄村。

## 建制沿革
2013年，刘楼乡撤乡设镇。